# Callopora bathyalis
Callopora bathyalis is een mosdiertjessoort uit de familie van de Calloporidae. De wetenschappelijke naam van de soort is voor het eerst geldig gepubliceerd in 1975 door Harmelin.